# Eilema mesosticta
Eilema mesosticta är en fjärilsart som beskrevs av George Francis Hampson 1911. Eilema mesosticta ingår i släktet Eilema och familjen björnspinnare. Inga underarter finns listade i Catalogue of Life.